# Adelina Chilica
Adelina Chilica é uma professora e política angolana. Filiada ao Movimento Popular de Libertação de Angola (MPLA), é deputada de Angola pela província do Moxico desde 28 de setembro de 2017.
Em 1976, Chilico ingressou nas Forças Armadas de Libertação de Angola. Ela licenciou-se em geografia e lecionou em Luchazes, onde também iniciou sua carreira política como secretária municipal em 1979. De 2009 a 2011, foi a administradora municipal de Luchazes.
Na Assembleia Nacional, Chilico foi designada para a Comissão de Defesa, Segurança, Ordem Interna, Antigos Combatentes e Veteranos da Pátria.